# النسوية عبر الوطنية
تشير النسوية عبر الوطنية إلى كل من الباراديم أو النموذج النسوي المعاصر وإلى الحركات الناشطة المشابهة. تهتم كل من النظريات والممارسات الناشطة بفهم الكيفية التي تؤثر بها العولمة والرأسمالية على الناس عبر الأمم، والأعراق، والجندر، والطبقات، والجنسانية. تدعو هذه الحركة إلى انتقاد إيديولوجيات النماذج التقليدية الكلاسيكية الغربية للممارسات النسوية؛ من خلال نهج متعدد الجوانب، ومن خلال ربط ذلك مع العمل ومع التطبيقات النظرية والممارسة التحليلية على نطاق جيوسياسي.
يُعد مصطلح «عبر وطنية» بمثابة رد فعل ورفض لمصطلحات مثل النسوية «الدولية» والنسوية «العالمية». تعتقد نسويات حركة النسوية عبر الوطنية أن مصطلح «الدولية» يركز بشكل أكبر على الدول القومية بوصفها كيانات مستقلة متميزة، وأن تعبير «العالمية» يتحدث عن النظريات النسوية الليبرالية المتعلقة بمفاهيم «الأختية العالمية»، التي تتجاهل وجهات نظر كل من نساء العالم الثالث والنساء الملونات بشأن اللامساواة بين الجنسين؛ وغير ذلك من المشاكل التي تتسبب فيها العولمة.
يُستمد الباراديم النسوي عبر الوطني الأكاديمي من نظريات نسوية ما بعد الاستعمار، والتي تؤكد على الكيفية التي شكّل، ولا يزال يشكل، بها الإرث الاستعماري؛ القمع الاجتماعي والاقتصادي والسياسي الذي يعاني منه الناس في مختلف أنحاء العالم. ترفض النسوية عبر الوطنية الفكرة القائلة بأن الناس من مختلف المناطق لديهم نفس الرؤى الذاتية ونفس التجارب مع اللامساوة الجنسية، كما أنها تُقر بأن الرأسمالية العالمية أوجدت علاقات مماثلة من الاستغلال وعدم المساواة، يخلق هذا المفهوم الأساسي حوارًا يتيح للنسويات في جميع أنحاء العالم أن يجدن من خلاله التضامن والسعي نحو التعاون. تزيد النسوية عبر الوطنية من تعقيد الرأسمالية العالمية ومن تعقيد النيوليبرالية.
تشارك النسوية عبر الوطنية في الحركات الناشطة في مختلف أنحاء العالم؛ وتعملان معًا على فهم الدور الذي يلعبه كل من الجندر، والدولة، والعرق، والطبقية، والجنسانية في نقد ومقاومة بنية السلطة الأبوية والرأسمالية. تُولي النسوية عبر الوطنية اهتمامًا خاصًا للحركة النسوية باعتبار أن كلاهما يمثلان تكوينًا وممارسة ليبرالية قُمعتا؛ وفي بعض الأحيان تواطئتا، من قبل الاستعمار والعنصرية والإمبريالية. وعلى هذا النحو، فهي تقاوم الأفكار الطوباوية حول «الأختية العالمية» وتعمل في الوقت نفسه على إرساء الأساس لعلاقات اجتماعية أكثر إنتاجية وإنصافًا بين النساء عبر الحدود والسياقات الثقافية.

## الاستخدام
تختلف نسويات الحركة النسوية عبر الوطنية في كيفية تعبيرهن عن مسمى «النسوية عبر الوطنية». تشمل الاختلافات في المسميات؛ مسمى «النسوية عبر الوطنية» أو «الممارسة النسوية عبر الوطنية» و«الممارسات عبر الوطنية».
تقدم أماندا سوار وريتشا ناغار في كتابهما بعنوان «الممارسة النسوية عبر الوطنية، دراسة نقدية»، قائمة بالمصطلحات القديمة التي تصف الممارسات النسوية عبر الوطنية في الوقت الحاضر. وتؤكد كل منهن، على غرار «المعارضين»، بأن مصطلح النسوية «عبر الوطنية» ليس سوى نتاج عصره في المؤسسات الأكاديمية في الولايات المتحدة وكندا. وفي السابق، كانت المصطلحات هي؛ نسوية «الملونات» (منظمة نهر كومباهي لعام 1982)، ونسوية «العالم الثالث» (موهانتي وآخرون لعام 1991)، و«النسوية متعددة الثقافات (على سبيل المثال، شوهات 1998)»، و«النسوية الدولية (إينلو 1990)»، و«النسوية العالمية» (على سبيل المثال، مورغان 1984). وفي الوقت الحالي، فإن «النسوية عبر الوطنية» هو المصطلح الذي تطالب به النسويات، مثل تشاندرا موهانتي وجاكوي ألكساندر، وإندربال غريوال، وكارين كابلان؛ وذلك بسبب ما يعطيه المصطلح من سمة السلطة السياسية، كذلك يمكنهن من التخلص من الثنائيات الأساسية مثل ثنائية العالم الأول/ العالم الثالث، أو التصورات الجندرية المعيارية المغايرة. تعتقد هؤلاء النسويات بأن مصطلح «الدولية» يشدد أكثر على الدول القومية ككيانات منفصلة متميزة، وأن مصطلح «العالمية» يتحدث عن النظريات النسوية الليبرالية، مثل مفهوم «الأختية العالمية» لروبن مورغان، وأن تلك المصطلحات لا تراعي العرق أو الطبقة أو الثقافة أو التاريخ الاستعماري والإمبريالي.

تقول أندربال غريوال وكارين كابلان، في دراسات المرأة بمفردها: الموجة التالية في التغيير المؤسسي، إنهما لا تعتقدان بأن مصطلح «عبر وطنية» أفضل من مصطلح «دولية» أو من مصطلح «عالمية»، ولكنه مفيد، نظرًا لخلوه من التضمينات التي قد تحتويها مصطلحات أخرى:
«لا يكون مصطلح عبر وطني مفيدًا إلا عندما يشير إلى دوائر متفاوتة ومختلفة للثقافة ولرأس المال. ومن خلال هذا الاعتراف النقدي، تصبح الروابط بين الأبوية، والاستعمارية، والعنصرية، والنسوية أكثر وضوحًا وأكثر إتاحية للنقد أو للتخصيص. وعلى النقيض من ذلك، فإن تاريخ مصطلح «الدولية» مختلف تمامًا.»

- أندربال غريوال وكارين كابلان
تزعم الانتقادات الموجهة ضد مصطلح «عبر وطنية» أنه بسبب إهماله وتقليله من شأن الحدود بين الأمم وبسبب تأكيده على المفهوم المماثل لتدفقات رأس المال العالمية، فإنه يخفف على نحو مخادع من حدة التفاوتات الكبيرة بين الأمم.
يمكن الإشارة إلى النسوية عبر الوطنية عمليًا كوسيلة لدراسة «الآخر»، وهو مفهوم غربي يُقصد منه الأشخاص الذين لا يرتبطون ارتباطًا وثيقًا بشمال العالم. ويمثل ذلك محاولة لفهم العوامل التي تشكل هوياتهم ونضالهم، وطريقة للاعتراف بأن هذه التجارب لها طابعها المعقد والفريد جغرافيًا، وكيف أن ذلك يُستوفى من قبل أولئك الذين يدرسون وينظّرون.

## المنهجية المتبعة
تعد أحد الانتقادات الرئيسية الموجهة للأدب والبحث النسوي عبر الوطني؛ هو مدى الحصول على الموارد اللازمة لتمثيل جموع الناس والمهمشين تمثيلًا دقيقًا. يقترح فالكون أن «بناء الأخلاقيات ينطوي على إقامة علاقات ونماذج تضامنية، وإعطاء الأولوية للعدالة الجماعية، واعتماد نماذج بحثية بديلة تعترف بأبعاد القيم الروحية فيما يتعلق بالأخلاقيات». كذلك الحاجة إلى جمع مصادر أخرى إلى جانب عناصر البحث الأكاديمي النخبوي لضمان الوصول إلى هذه المعارف. ويتحدى هذا أيضًا ميل الأوساط الأكاديمية إلى أن تكون استبعادية وانتقائية إزاء ما يُعتبر محتواه صحيحًا وجديرًا بالملاحظة. «يعد الامتياز الإمبريالي أحد تلك العوامل المتناقضة في عملية البحث». ولسد هذه الفجوة، فإن الدعوة إلى بناء مجتمع بحثي من خلال البحث عن أفراد المجتمع المحلي، وجمع الدلائل والبراهين من الأشخاص المتضررين من الاستعمارية الجديدة في المجتمعات المهمشة، وإشراك أفراد الأسرة في البحث؛ تُعد أمرًا بالغًا الأهمية لإيجاد مجموعة أساسية من المعارف غير الأكاديمية الصالحة لخطاب الحركة النسوية عبر الوطنية. ويوضح فالكون أيضًا بأن التحدي الذي تواجهه نسويات النسوية عبر الوطنية؛ هو القدرة على دمج النظريات الأنطولوجيا ذات العلاقة: 
«يُعد إنتاج المعرفة عملًا جماعيًا، وعلينا أن نسعى جاهدين للإبقاء على هذه الروح الجماعية في تنظيم أبحاثنا. ونتيجة لذلك، قد يتعين على العلماء والباحثين أن يكونوا أكثر إبداعًا بشأن ممارساتهم البحثية أو أن يُقروا بأننا لا نمتلك الأدوات المنهجية أو القدرة على البحث في أبعاد معينة من الأنطولوجيا العلائقية».
لا يهدف ذلك إلى تثبيط الحركة النسوية عبر الوطنية، بل إلى زيادة النقد للأساليب التي تحصل بها الأدبيات والأبحاث الأكاديمية على معارفها. يُعد الاعتراف بأن الإمبريالية تُمثل طابعًا مركزيًا في البحوث النسوية؛ أمرًا بالغ الأهمية لفهم كيفية زيادة تحسين الدراسات النسوية.